# Vest-Agder
Vest-Agder (deutsch „West-Agder“) war die südlichste Provinz (Fylke) in Norwegen, die an die Provinzen Rogaland und Aust-Agder (Ost-Agder) grenzte und zum Landesteil Sørlandet gehörte. Am 1. Januar 2019 bewohnten 187.589  Einwohner die Provinz. Die Gesamtfläche betrug 7.276 km² (Landfläche 6.679 km²). Der Verwaltungssitz war Kristiansand. Vest-Agder war der westliche Teil der historischen Provinz Agder. Das damalige Agder entspricht im Umfang in etwa dem jetzigen Fylke Agder.
Vor der Reform von 1919 hieß die Provinz Lister og Mandals amt und war in die beiden namensgebenden Vogteien eingeteilt.
Zum 1. Januar 2020 schloss sich Vest-Agder mit Aust-Agder zum neuen Fylke Agder zusammen. Grundlage für das Zusammengehen war ein Beschluss des Storting vom 8. Juni 2017, der im Zuge einer Regionalreform eine Reduzierung auf elf Fylke vorsah.
In Vest-Agder erschien Lister (ehemals Farsunds Avis), die kleinste Tageszeitung Norwegens.

## Wappen
Beschreibung des Wappens: In Grün eine goldene ausgerissene Eiche mit sechs Ästen und je drei Eichenblättern an ihnen.

## Kommunen
Vest-Agder gliederte sich in 15 Kommunen:
| Kommunen- nummer | Name         | Einwohner 1. Januar 2019 | Areal in km² |
| ---------------- | ------------ | ------------------------ | ------------ |
| 1001             | Kristiansand | 92.282                   | 276,51       |
| 1002             | Mandal       | 15.659                   | 222,56       |
| 1003             | Farsund      | 9.695                    | 262,53       |
| 1004             | Flekkefjord  | 9.066                    | 543,52       |
| 1014             | Vennesla     | 14.630                   | 384,47       |
| 1017             | Songdalen    | 6.706                    | 215,95       |
| 1018             | Søgne        | 11.403                   | 151,26       |
| 1021             | Marnardal    | 2.297                    | 395,02       |
| 1026             | Åseral       | 939                      | 887,52       |
| 1027             | Audnedal     | 1.780                    | 251,45       |
| 1029             | Lindesnes    | 4.953                    | 316,03       |
| 1032             | Lyngdal      | 8.609                    | 391,13       |
| 1034             | Hægebostad   | 1.683                    | 461,33       |
| 1037             | Kvinesdal    | 6.048                    | 962,42       |
| 1046             | Sirdal       | 1.839                    | 1.554,82     |
| Total            | Vest-Agder   | 187.589                  | 7.276,52     |

| Karte der Kommunen von Aust-Agder |
| --------------------------------- |

## Religion
Vest-Agder wurde auch die „Schnalle am norwegischen Bibelgürtel“ genannt. Der Anteil von Kirchgängern, die öfter als sechs Mal im Jahr den Gottesdienst besuchten, lag hier bei 33 % und damit doppelt so hoch wie im landesweiten Durchschnitt.
Die Christliche Volkspartei erzielte auf dem Sørlandet ihre besten Ergebnisse. Bei der Stortingswahl 2009 erhielt sie in den Kommunen Hægebostad und Audnedal über 30 Prozent.
In diesen Ortschaften lebten viele praktizierende Christen, sowohl Mitglieder der lutherischen Landeskirche als auch Anhänger unabhängiger Gemeinden wie der Pfingstbewegung. Als Beispiel einer bedeutenden christlichen Persönlichkeit, die in Vest-Agder geboren wurde, sei die Diakonisse Elisabeth Fedde genannt.
Die einzige katholische Pfarrei mit Sitz in der Provinz Vest-Agder war St. Ansgar (Kristiansand). Zu ihrem Pfarrbezirk gehörte die gesamte Provinz außer der Gemeinde Sirdal, die der Pfarrei St. Svithun (Stavanger) zugeordnet war. Bei Pfarreien gehörten zum Bistum Oslo.